# Герои Социалистического Труда Карачаево-Черкесии
В настоящий список включены:

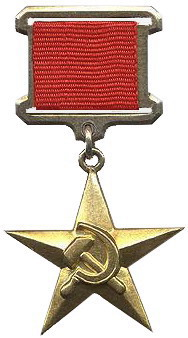
Золотая медаль «Серп и Молот»

- Герои Социалистического Труда, на момент присвоения звания проживавшие на территории современной Карачаево-Черкесской Республики, — 20 человек;
- уроженцы Карачаево-Черкесии, удостоенные звания Героя Социалистического Труда в других регионах СССР, — 4 человека;
- Герои Социалистического Труда, прибывшие в Карачаево-Черкесию на постоянное проживание из других регионов, — 1 человек.

Вторая и третья части списка могут быть неполными из-за отсутствия данных о месте рождения и проживания ряда Героев.
В таблицах отображены фамилия, имя и отчество Героев, должность и место работы на момент присвоения звания, дата Указа Президиума Верховного Совета СССР, отрасль народного хозяйства, место рождения/проживания, а также ссылка на биографическую статью на сайте «Герои страны». Формат таблиц предусматривает возможность сортировки по указанным параметрам путём нажатия на стрелку в нужной графе.

## История
Первым на территории современной Карачаево-Черкесии стало присвоение звания Героя Социалистического Труда Указом Президиума Верховного Совета СССР от 29 апреля 1948 года звеньевой колхоза «Стахановец» Зеленчукского района (на тот момент входившего в Ставропольский край) А. В. Олейниковой — высшая степень отличия была присвоена ей за получение высоких урожаев ржи в 1947 году.
Подавляющее большинство Героев Социалистического Труда в республике приходится на работников сельского хозяйства — 13 человек; мелиорация и водное хозяйство — 4; энергетика, угольная, химическая промышленность — по 1.

## Лица, удостоенные звания Героя Социалистического Труда в Карачаево-Черкесии
| №  | Фамилия, имя, отчество            | Даты жизни              | Деятельность | Дата присвоения | Отрасль     | Место рождения          | ГС        |
| -- | --------------------------------- | ----------------------- | --- | --------------- | ----------- | ----------------------- | --------- |
| 1  | Александров Николай Александрович | 09.08.1922 — 30.12.1990 | Старший табунщик конного завода № 168 Кисловодского района Ставропольского края | 17.07.1952      | сельхоз     | *Смоленская область     | [ ГС 1 ]  |
| 2  | Аргунов Абубекир Дадимович        | 12.05.1916 — 20.08.1999 | Председатель колхоза «Путь Ильича» Хабезского района Карачаево-Черкесской автономной области | 23.06.1966      | сельхоз     | Хабезский район         | [ ГС 2 ]  |
| 3  | Базарный Леонид Фёдорович         | 1929—2006               | Машинист бульдозера передвижной механизированной колонны № 16 Ставропольстроя Министерства мелиорации и водного хозяйства РСФСР, гор. Черкесск Карачаево-Черкесской автономной области                  | 18.02.1975      | мелиоводхоз | *Ставропольский край    | [ ГС 3 ]  |
| 4  | Байрамкулова Зухра Абдурахмановна | 30.08.1940 — 10.04.2013 | Доярка колхоза «Учкекенский» Малокарачаевского района Карачаево-Черкесской автономной области | 08.04.1971      | сельхоз     | *Ставропольский край    | [ ГС 4 ]  |
| 5  | Болоновский Сергей Никифорович    | 12.05.1895 — 07.07.1975 | Скотник колхоза имени 17-й партконференции Кировского района Черкесской автономной области | 02.10.1950      | сельхоз     | *Ставропольский край    | [ ГС 5 ]  |
| 6  | Бормотов Георгий Фёдорович        | 18.08.1914 — 15.10.2004 | Начальник передвижной механизированной колонны № 16 управления строительства «Ставропольстрой» Министерства мелиорации и водного хозяйства РСФСР, гор. Черкесск Карачаево-Черкесской автономной области | 08.04.1971      | мелиоводхоз | *Ростовская область     | [ ГС 6 ]  |
| 7  | Братков Николай Михайлович        | 29.10.1929 — 31.05.2002 | Бригадир экскаваторщиков машиностроительной конторы «Ставропольстрой» Министерства мелиорации и водного хозяйства РСФСР, гор. Черкесск Карачаево-Черкесской автономной области                          | 23.06.1966      | мелиоводхоз | *Ставропольский край    | [ ГС 7 ]  |
| 8  | Володин Борис Михайлович          | род. 21.08.1931         | Председатель колхоза имени XII съезда КПСС Зеленчукского района Карачаево-Черкесской автономной области                                                                                                 | 30.04.1966      | сельхоз     | *Ставропольский край    | [ ГС 8 ]  |
| 9  | Дугужева Маржан Муссаевна         | 28.08.1925 — 1978       | Работница шахты № 6 треста «Ставропольуголь», Карачаево-Черкесская автономная область | 07.03.1960      | углепром    | Карачаевский район      | [ ГС 9 ]  |
| 10 | Киптев Павел Ефимович             | 29.06.1916 — 25.07.1991 | Бригадир гурта крупного рогатого скота колхоза имени 17-й партконференции Кировского района Черкесской автономной области                                                                               | 02.10.1950      | сельхоз     | Зеленчукский район      | [ ГС 10 ] |
| 11 | Кишаев Датка Карович              | род. 15.02.1942         | Тракторист колхоза «Кубань» Прикубанского района Карачаево-Черкесской автономной области | 23.08.1990      | сельхоз     | Абазинский район        | [ ГС 11 ] |
| 12 | Коцарь Григорий Артемьевич        | 17.10.1909 — 1973       | Старший табунщик конного завода № 168 Кисловодского района Ставропольского края | 17.07.1952      | сельхоз     | *Ставропольский край    | [ ГС 12 ] |
| 13 | Крикунова Матрёна Павловна        | 10.11.1922 — 25.11.2004 | Скотница колхоза имени 17-й партконференции Кировского района Черкесской автономной области | 02.10.1950      | сельхоз     | Зеленчукский район      | [ ГС 13 ] |
| 14 | Неслуженко Дмитрий Фёдорович      | род. 1935               | Машинист экскаватора передвижной механизированной колонны № 16 Ставропольстроя Министерства мелиорации и водного хозяйства СССР, гор. Карачаевск Карачаево-Черкесской автономной области                | 18.02.1975      | мелиоводхоз | *Ставропольский край    | [ ГС 14 ] |
| 15 | Олейникова Анна Васильевна        | 13.02.1928 — 25.11.1972 | Звеньевая колхоза «Стахановец» Зеленчукского района Ставропольского края | 29.04.1948      | сельхоз     | Зеленчукский район      | [ ГС 15 ] |
| 16 | Пронь Андрей Емельянович          | 03.10.1929 — 03.04.2014 | Бригадир монтажников строительного управления Куршавских ГЭС Ставропольгидростроя Министерства энергетики и электрификации СССР, Карачаево-Черкесская автономная область                                | 04.10.1966      | энергетика  | *Кировоградская область | [ ГС 16 ] |
| 17 | Рыбалкин Василий Прокофьевич      | 01.08.1922 — 10.01.1996 | Скотник колхоза имени 17-й партконференции Кировского района Черкесской автономной области | 02.10.1950      | сельхоз     | Зеленчукский район      | [ ГС 17 ] |
| 18 | Узденов Добай Хаджи-Махмутович    | 08.03.1930 — 19.10.2007 | Гуртоправ колхоза имени Красных партизан Прикубанского района Карачаево-Черкесской автономной области                                                                                                   | 22.03.1966      | сельхоз     | Зеленчукский район      | [ ГС 18 ] |
| 19 | Цахилов Захар Сосланбекович       | 28.05.1922 — 10.07.1999 | Директор Черкесского химического завода Министерства химической промышленности СССР, Карачаево-Черкесская автономная область                                                                            | 13.05.1977      | химпром     | Карачаевский район      | [ ГС 19 ] |
| 20 | Черкесов Магомет Курманбиевич     | 14.05.1924 — 15.05.1990 | Старший чабан колхоза «Холоднородниковский» Прикубанского района Карачаево-Черкесской автономной области                                                                                                | 22.03.1966      | сельхоз     | Карачаевский район      | [ ГС 20 ] |

## Уроженцы Карачаево-Черкесии, удостоенные звания Героя Социалистического Труда в других регионах СССР
| № | Фамилия, имя, отчество     | Даты жизни              | Деятельность | Дата присвоения | Отрасль | Место рождения     | ГС       |
| - | -------------------------- | ----------------------- | --- | --------------- | ------- | ------------------ | -------- |
| 1 | Курджиева Нузули Хачияевна | 13.12.1928 — 05.03.1980 | Звеньевая Меркенского свеклосовхоза Министерства пищевой промышленности СССР, Меркенский район Джамбулской области | 08.05.1948      | сельхоз | Карачаевский район | [ ГС 1 ] |
| 2 | Семененко Вера Ивановна    | 30.04.1933 — 21.03.2009 | Рабочая совхоза «Дагомысский» Лазаревского района гор. Сочи, Краснодарский край                                    | 08.04.1971      | сельхоз | Зеленчукский район | [ ГС 2 ] |
| 3 | Шендриков Иван Максимович  | 15.05.1914 — 04.10.1987 | Бригадир тракторной бригады Унароковской МТС Ярославского района Краснодарского края                               | 06.05.1948      | сельхоз | Зеленчукский район | [ ГС 3 ] |
| 4 | Шидакова Патия Магометовна | 01.02.1930 — 28.03.2013 | Звеньевая колхоза «Красная звезда» Джамбулского района Джамбулской области                                         | 15.06.1950      | сельхоз | Карачаевский район | [ ГС 4 ] |

## Герои Социалистического Труда, прибывшие в Карачаево-Черкесию на постоянное проживание из других регионов
| № | Фамилия, имя, отчество      | Даты жизни | Деятельность                                                                    | Дата присвоения | Отрасль | Район проживания | ГС       |
| - | --------------------------- | ---------- | ------------------------------------------------------------------------------- | --------------- | ------- | ---------------- | -------- |
| 1 | Звягинцев Анатолий Петрович | 1939—1999  | Тракторист совхоза «Армавирский» Кургальджинского района Целиноградской области | 08.04.1971      | сельхоз | Черкесск         | [ ГС 1 ] |